# Ludo Claesen
Ludo Claesen (* 22 mars 1956 à Genk) est un compositeur, chef de chœur et chef d'orchestre belge.  

## Biographie
Claesen a fait ses études à l'institut Lemmens de Louvain et au conservatoire d'Anvers. Il dirige de nombreux ensembles, orchestres et chorales en Belgique et aux Pays-Bas. Claesen enseigne la Polyphonie et le jeu d'orchestre à l'institut Lemmens. Il a acquis une certaine renommée en tant que compositeur.
En 1993 il a gagné à Bruxelles le concours SABAM pour composition chorale. En reconnaissance de ses mérites culturels il a obtenu “Het Gulden Spoor 1995” par le gouverneur de la province du Limbourg belge.

## Œuvres

### Vocales
- Dominica Prima Adventus
- Ballade: Daar Zijn Ze
- Bendornati Fijoletti
- Domine Deus In Simplicitate Cordis Mei
- Enige Mijn
- Goed
- Het Magische Kerstwonder
- Joke
- Moeder Van De Heer
- Ombre De Mon Amant
- Roemeens Koorlied: "Lino, Leano"
- Salve Regina
- Sonnet 43: "When most I wink, then do mine eyes best see"
- Dreams
- Jan Publiek
- Mijmeringen
- Missa "Ave Virga Jesse"
- Missa "Pro Nativitate Europae"
- Pro Musica
- Psalmus 112 "Laudate servi Domini"

### Instrumentales
- Breath Of Life
- Eurode Fantasia
- Exange Of Toughts
- Fantasie für Orchester
- Four Pictures
- Impressions
- Quatre Miniatures
- Fantasie Op “Regina Caeli”